# 36-та армія (СРСР)
Три́дцять шоста а́рмія (36 А) — оперативне об'єднання сухопутних військ радянських військ, загальновійськова армія у складі Збройних сил СРСР під час Другої світової війни з 1 серпня 1941 по 1 жовтня 1945 року та післявоєнний час на території Далекого Сходу.
1992 року після розпаду СРСР увійшла до складу Збройних сил РФ.

## Історія
У 1989 році 36-та армія переформована на 55-й армійський корпус.
1992 року після розпаду СРСР увійшла до складу Збройних сил РФ.

## Командування
- Командувачі:
  - генерал-майор, з жовтня 1943 генерал-лейтенант Фоменко Сергій Степанович (червень 1941 — червень 1945);
  - генерал-лейтенант, з вересня 1945 генерал-полковник Лучинський О. О. (червень 1945 — до кінця радянсько-японської війни).